# Království Velké Británie
Království Velké Británie, oficiálně jen Velká Británie (anglicky Great Britain), byl samostatný stát, který existoval v letech 1707 až 1801. Vznikl sloučením samostatného Anglického království a Skotského království na základě zákonů o sjednocení přijatých v první polovině roku 1707 samostatným skotským a anglickým parlamentem.
Obě samostatná království po většinu času od doby, kdy se stal roku 1603 nástupcem Alžběty I. skotský král Jakub I., ovládal jeden panovník (s tituly král anglický a král skotský) V obou královstvích také dále existovaly samostatné parlamenty. Po sloučení byl vytvořen jeden parlament zasedající ve Westminsteru a institut jednoho panovníka. Toto království zahrnovalo území celého ostrova Velké Británie.
Nástupcem tohoto království se roku 1801, po potlačení Irského povstání z roku 1798, stalo Spojené království Velké Británie a Irska. Vzniklo spojením Království Velké Británie a Irského království na základě zákona o sjednocení (Act of Union 1800).

## Státní symbolika

vlajky:
unijní vlajka
unijní vlajka ve Skotsku
Anglické království
Skotské království

znaky:
1714–1801
1714–1801 ve Skotsku

## Seznam panovníků

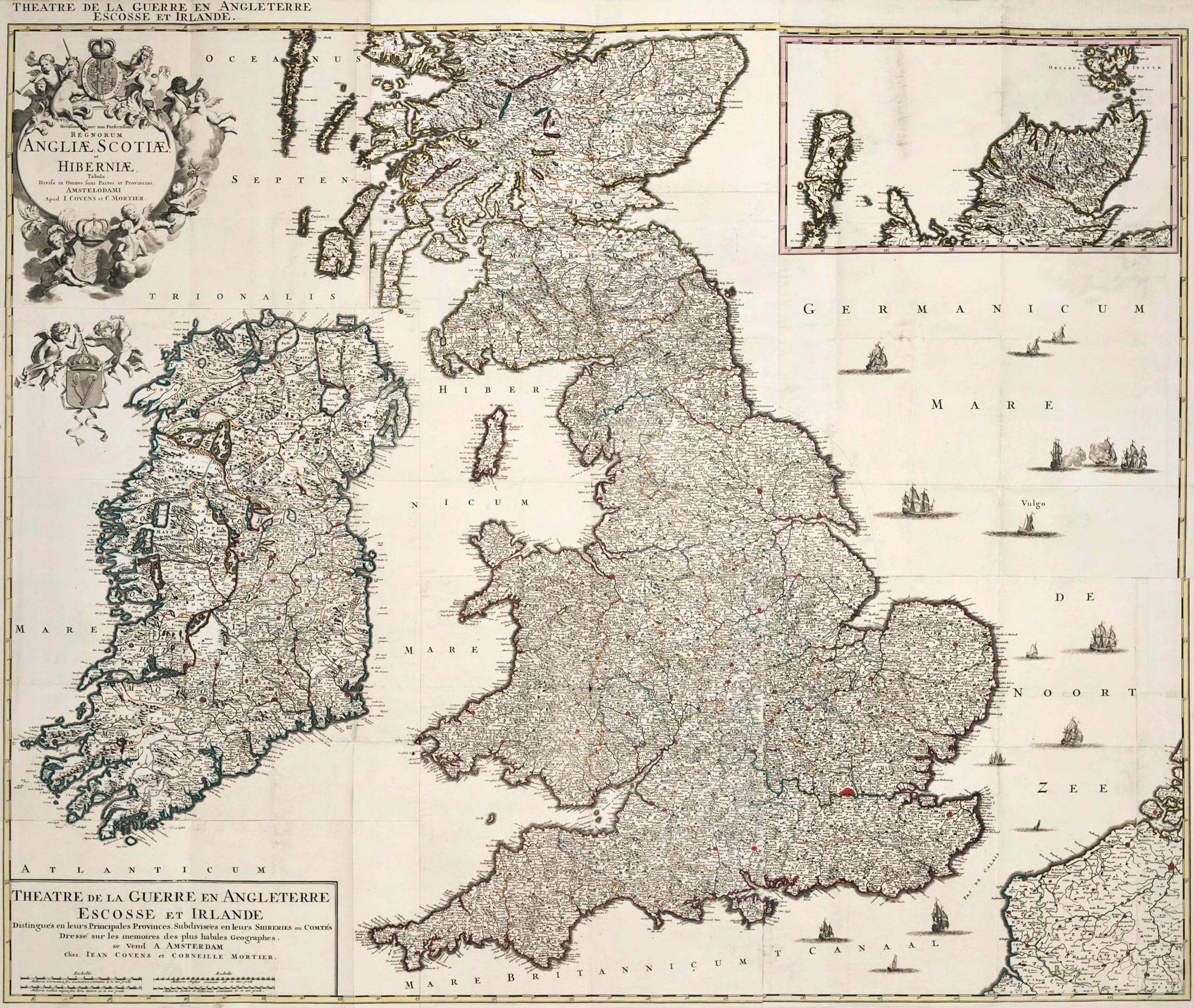
Mapa ostrovů z roku 1730

| Králové a královny   |           |                |              |                                                       |
| Stuartovská dynastie |           |                |              |                                                       |
| portrét              | jméno     | narození–úmrtí | období vlády | rodiče                                                |
|                      | Anna      | 1665–1714      | 1707–1714    | Jakub II. Stuart Anna Hydeová                         |
| Hannoverská dynastie |           |                |              |                                                       |
| portrét              | jméno     | narození–úmrtí | období vlády | rodiče                                                |
|                      | Jiří I.   | 1660–1727      | 1714–1727    | Arnošt August Brunšvicko-Lüneburský Žofie Hannoverská |
|                      | Jiří II.  | 1683–1760      | 1727–1760    | Jiří I. Žofie Dorotea z Celle                         |
|                      | Jiří III. | 1738–1820      | 1760–1801    | Frederik Ludvík Hannoverský Augusta Sasko-Gothajská   |